# Bremen 4: Angels in Hell
Bremen 4: Angels in Hell (en V. O..: ブレーメン４ 地獄の中の天使たち, transl.: Burēmen 4 jigoku no naka no tenshi-tachi) es una película de anime japonesa de 1981 dirigida por Hiroshi Sasagawa y Osamu Tezuka, y escrita por este último.
El filme está inspirado en Los músicos de Bremen de los Hermanos Grimm con toques futuristas en comparación con el cuento original.

## Argumento
La trama empieza con Rondo, una alienígena con apariencia de zorra antropomórfica que llega a la Tierra para transmitir un mensaje de paz a la humanidad. Sin embargo se encuentra en medio de una invasión militar terrestre llevada a cabo por el Coronel Karl Presto y es gravemente herida.
Mientras Trio, un niño se levanta por la noche para alimentar a Coda, su gata doméstica, pero cuando esta huye a causa del escándalo y el joven sale en su busca, los soldados bombardean la casa con la consecuente muerte de la madre del pequeño. Entre el caos y la destrucción, Coda consigue escapar a lomos de un burro con el que inicia una amistad, aunque eso supone separarse de su joven dueño. Posteriormente se les  unen Largo, un perro militar de los invasores harto de los conflictos bélicos; y Minuet, una gallina a punto de ser atacada por la propia desesperación de Coda debido al hambre. 
Juntos, los cuatro animales descubren que tienen un talento en común con el que pueden producir música y deciden buscar a Trio con una canción que su madre solía cantarle por las noches. Al mismo tiempo se encuentran con una moribunda Rondo, la cual les ofrece sus dispositivos para que puedan adoptar apariencia humana y darse a conocer como un grupo musical a la vez de tratar de hacer frente a los invasores.

## Reparto
- Hiroya Ishimaru es Allegro.
- Kei Tomiyama es Largo.
- Mari Okamoto es Coda.
- Naoko Kyooda es Minuet.
- Kazuko Yanaga es Rondo.
- Chikao Ohtsuka es General Presto.
- Kousei Tomita es Adagio.
- Makio Inoue es Coronel Karl Presto.
- Masako Sugaya es Trio.
- Nachi Nozawa es Black Jack.
- Mahito Tsujimura es Barón Lento.
- Takashi Taniguchi es Líder.
- Tomoko Munakata es Madre de Trio.
- Tomomichi Nishimura es Don Dracula.

Otros actores de voz
- Aruno Tahara
- Hiroshi Masuoka
- Kenichi Ogata
- Masashi Hirose

## Recepción
Stephen de Silver Emulsion Films hizo hincapié en el "estilo Disney" aplicado por Tezuka y alabó los detalles de la comedia física "sin recurrir al humor absurdo del que otras producciones de anime hacen gala". También valoró el contraste entre las escenas alegres y los detalles sombríos de la violencia bélica en el filme.

Este tono oscuro dá como resultado una extraña mezcla con las escenas alentadoras. En general, no es una película deprimente, sino que en la mayor parte es optimista y animada. Estoy acostumbrado a estos cambios tan repentinos. Algunos dirán que la trama es discordante, sin embargo es un poco más que de costumbre en las obras de Tezuka. En un momento, ves a un personaje ante un pelotón de fusilamiento, y después este se desinfla como un globo. Es una mezcla de tragedia y ridiculez que me deja perplejo.

Andrew Pragasam de la website The Spinning Image, alaba el mensaje pacifista del film por parte de Tezuka, quien como cualquier japonés de su generación, fue testigo de los horrores de la II Guerra Mundial en su país. De acuerdo con la reseña, "el tono pacifista de Tezuka refleja su cruzada contra el militarismo con el arte como arma para defender los ideales humanitarios". En cuanto al film, destaca el toque postapocalíptico y futurista de Los músicos de Bremen mediante detalles que recuerdan a Los tres espaciales y The Super Dimension Fortress Macross. Para terminar, el crítico comentó que:

Otras producciones animadas describen de manera exacta los males de la guerra, pero ninguna lo hizo con tanto detalle como Tezuka, quien añade esa dulzura de Disney con la crueldad, la comedia física y la ciencia ficción entre otros. El film también tiene guiños a otras producciones que van desde Close Encounters of the Third Kind y The Wizard of Oz a Ludwig de Luchino Visconti y los thrillers bélicos de Andrzej Wajda.